# Friedrich von Gagern (militär)

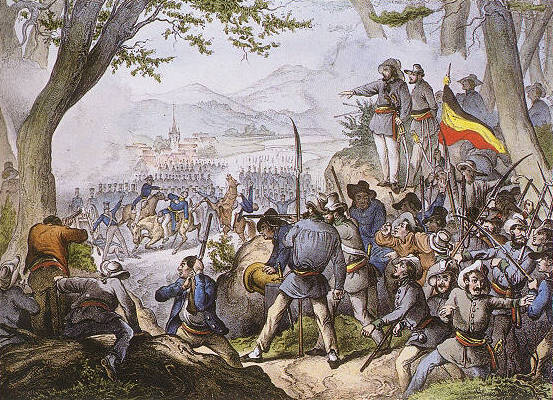
Friedrich von Gagerns död vid Kandern.

Friedrich Balduin Ludwig von Gagern, född 24 oktober 1794 i Weilburg, död 20 april 1848 vid Kandern, var en friherre och general av tysk härkomst. Han var son till Hans Christoph Ernst von Gagern och bror till Heinrich och Max von Gagern.
Gagern kämpade 1812-14 i österrikisk tjänst och gick 1814 i nederländsk. Han stred mot fransmännen både vid Leipzig och Waterloo. Såsom major och generalstabschef tog han del i holländarnas fälttåg mot Belgien 1831, blev 1844 generalmajor och skickades till de holländska kolonierna på Sundaöarna för att inspektera krigsväsendet där. Vid återkomsten 1847 blev han guvernör i Haag. 
Våren 1848 reste Gagern, som ägde sin släkts hela varma patriotiska läggning, till Tyskland. Utan att avvakta nederländska regeringens tillåtelse mottog han överbefälet över de badensiska trupperna för undertryckande av det republikanska upproret i Baden, men nedsköts vid avbrottet av de förhandlingar han vid Kandern inlett i syfte att förmå Friedrich Heckers insurgentskara att nedlägga vapnen. Brodern Heinrich blev hans biograf i Das Leben des Generals Friedrich von Gagern (tre band, 1856-57).